# Duderstadt (Musikprojekt)
Duderstadt ist ein deutsches Trance-Projekt bestehend aus den Brüdern Dirk Duderstadt (* 1977) und Marco Duderstadt (* 1979). Unter dem Pseudonym Inpetto produzieren die beiden Brüder im Bereich Progressive House.

## Geschichte
Die beiden Brüder Dirk und Marco Duderstadt hatten ihre ersten musikalischen Erfolge mit dem Dance-Musikprojekt Fragma, das die beiden 1998 gründeten. Ihre erste Single „Toca Me“ erreichte 1999 Platz 11 der britischen Singlecharts, ihre zweite Single Toca’s Miracle sogar Platz 1. Insgesamt erreichten sie mit diesem Projekt 3 Mal die Top 5 der UK-Charts, bekamen mehrere goldene Schallplatten und verkauften fast 2 Millionen Tonträger.
Im Jahr 2000 startete das Duo unter ihrem Nachnamen ein Trance-Projekt. Nach einigen Remixen für das eigene Projekt Fragma folgte 2003 ihre erste Single Sunrise unter dem Pseudonym Duderstadt. Später folgten die Singles Mahananda, Muhanjala und Smile mit der Stimme von Anita Kelsey. Smile wurde sowohl in Armin van Buurens Radiosendung A State of Trance zum „Future Favorite“ wie auch zweimal in Above & Beyonds Sendung Trance Around the World zum „Web Vote Winner“ gewählt. Sehr erfolgreich war auch ihre Single Beatitude mit der Stimme von Kirsty Hawkshaw. Aufgrund der erfolgreichen Singles waren sie bald auch als Remixer gefragt und taten dies für bekannte Acts und DJs wie Armin van Buuren, Ferry Corsten, Cosmic Gate und Above & Beyond. Bis Anfang 2012 produzierten sie 10 Singles und 36 Remixe im Bereich Trance und Progressive House.
Des Weiteren sind sie bereits seit 1993 auch als DJs tätig und hatten Auftritte in den Vereinigten Staaten, Indonesien, China, Russland, den Niederlanden und spielten an diversen Vandit Nights von Paul van Dyk. An der Nature One 2008 spielten sie auf der Hauptbühne, unter anderem neben Tiësto, Ferry Corsten, ATB und Judge Jules. Im April 2009 spielten sie außerdem an der A State of Trance 400 Jubiläumsparty neben Armin van Buuren, Gareth Emery und Roger Shah. Seit 2007 haben die beiden auch eine eigene Radiosendung namens Electronic Eavesdropping, die monatlich auf verschiedenen Internetradios wie Afterhours.FM ausgestrahlt wird.

## Diskographie

### Singles
als Duderstadt
- 2003: Sunrise
- 2005: Mahananda
- 2006: Muhanjala
- 2007: Smile (feat. Anita Kelsey)
- 2007: Beatitude (feat. Kirsty Hawkshaw)
- 2008: Broken (vs. Store N Forward)
- 2010: Stranded in NYC
- 2011: Painted Red (feat. Hannah Ray)
- 2011: Yanooa
- 2011: Alone with You (feat. Relyk & Nic Chagall)
- 2015: The Orange Theme
- 2015: Ordinary World (feat. Cozi)

### Remixe
- 2000: Monoculture – Light of My Life
- 2001: Fragma – Say That You’re Here
- 2002: Fragma – Embrace Me
- 2002: Fragma – Time and Time Again
- 2002: Mega lo’Mania – Emotion
- 2003: Fragma – Man in the Moon
- 2004: Blank & Jones – Flowtation
- 2006: Duende – Luna Negra
- 2006: Primate C – Be Free
- 2007: Mr. Sam feat. Rani – Secret
- 2007: Boom Jinx – Remember September
- 2007: Mandala Bros – Sleepwalking
- 2007: Santiago Nino & Damien Heck – Red Sky
- 2007: Talla 2XLC – No In Between
- 2007: DJ Tatana – I Can
- 2007: Fragma – Deeper
- 2008: Mandala Bros – Falling
- 2008: George Acosta feat. Aruna – Falling Backwards
- 2008: DJ Shog – Feel Me
- 2008: Jon O’Bir – Do It All Again
- 2008: Solarstone – Spectrum
- 2008: Armin van Buuren – If You Should Go
- 2008: Mr. Pit – Shana
- 2008: The Thrillseekers – The Last Time
- 2008: John Askew – Nothing Left Between Us
- 2008: OceanLab – Breaking Ties
- 2009: Ferry Corsten – Made of Love
- 2009: Cosmic Gate feat. Aruna – Under Your Spell
- 2009: Paul van Dyk – For an Angel 2009
- 2010: Mike Shiver & Aruna – Everywhere You Are
- 2010: Ronski Speed pres. Sun Decade feat. Emma Hewitt – Lasting Light
- 2010: Oliver Smith – Chordplay
- 2011: Cosmic Gate & Jan Johnston – Raging
- 2011: SHato & Paul Rockseek – Wonderfooled
- 2011: Rocking J – Route 66
- 2011: Markus Schulz pres. Dakota – Gipsy Room
- 2012: Mark Eteson feat. Meredith Call – Together
- 2012: Markus Schulz feat. Adina Butar – Caught